# Rybożer afrykański
Rybożer afrykański, bielik afrykański (Icthyophaga vocifer) – gatunek dużego ptaka z rodziny jastrzębiowatych (Accipitridae). Występuje w Afryce. Nie jest zagrożony wyginięciem. Nie wyróżnia się podgatunków.

## Morfologia
- Długość ciała: 63–75 cm[9]

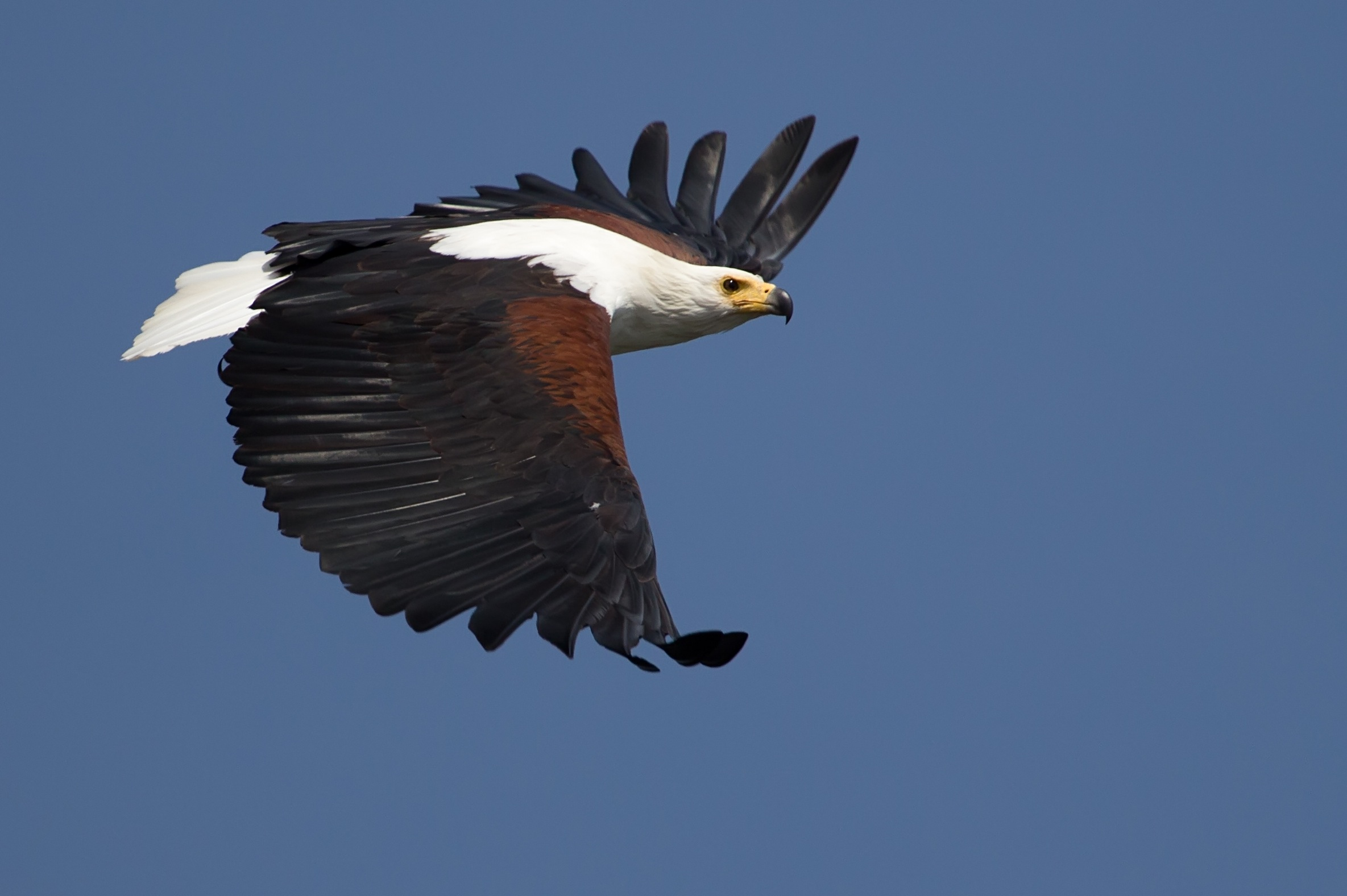
Rybożer afrykański w locie

- Rozpiętość skrzydeł: samiec 1,9 m, samica 2,4 m
- Masa ciała: samiec 2,25 kg, samica 3,4 kg

Samice są podobne do samców, ale przeciętnie o około 9% większe; ponadto zasięg białego koloru na głowie, płaszczu i piersi jest u samic bardziej rozległy.

## Zasięg występowania
Niemal cała Afryka Subsaharyjska – od południowej Mauretanii na wschód do Erytrei i Etiopii oraz na południe do RPA.

## Ekologia i zachowanie

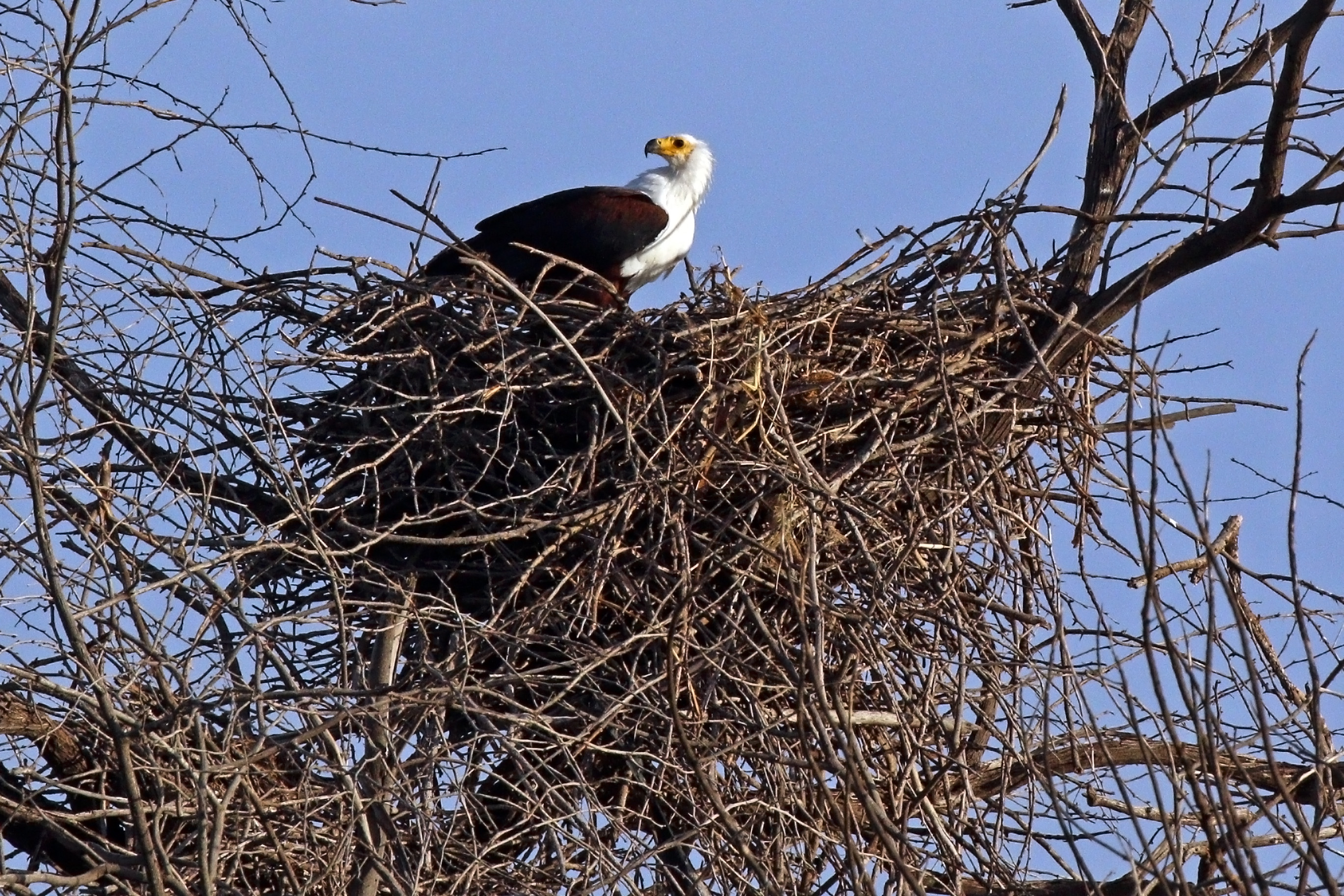
Dorosły ptak na gnieździe

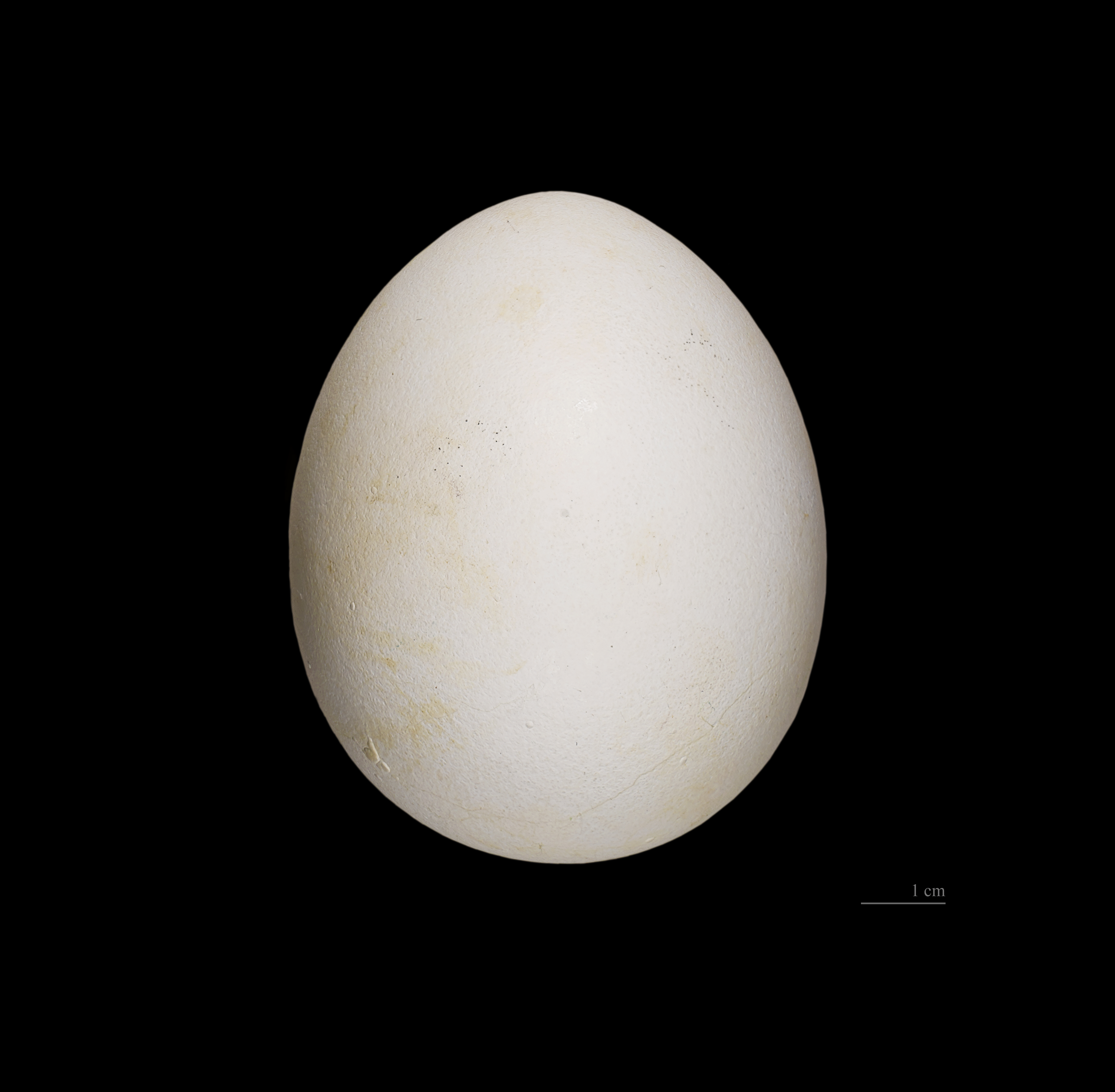
Jajo z kolekcji muzealnej

### Środowisko
Rybożer afrykański przebywa w pobliżu wody: blisko jezior, zapór oraz dużych rzek. Poluje także na brzegu morza, najczęściej w deltach rzek i zatokach, gdzie woda jest płytka. W miejscach, gdzie nie brakuje pożywienia i wysokich drzew, odpowiednich na założenie gniazda, spotyka się te ptaki na brzegu co kilkaset metrów. Oboje partnerzy bronią swojego rewiru łowieckiego przez cały rok.

### Tryb życia
Żyje w parach. Jego łupem najczęściej padają ryby. Do ataku zazwyczaj rusza ze swojego punktu obserwacyjnego. Czasami podejmuje loty zwiadowcze nad wodą, ale rzadko oddala się od brzegu dalej niż na 50 m. Rybożer zjada dziennie około 1,3 kg ryb. Czasami zjada padlinę.

### Rozmnażanie
Na początku pory lęgowej nasila się nawoływanie, którym porozumiewają się samica i samiec. Drapieżniki te gniazda budują zwykle na wysokich drzewach, rzadko na półce skalnej na klifie. Każda para miewa 1–2 miejsca lęgowe. Jaja pojawiają się w gnieździe najczęściej pod koniec pory deszczowej. W zniesieniu 1–4 jaja, najczęściej 2. Są one białe, bez żadnych wzorów. Wysiaduje głównie samica, a okres inkubacji trwa 42–45 dni. Samiec zajmuje się dostarczaniem pokarmu. Pisklęta początkowo są pokryte białym puchem. W pełni opierzone stają się po 65–75 dniach od wyklucia. Po opuszczeniu gniazda młode jeszcze przez 2–3 miesiące trzymają się w jego pobliżu, po czym rozpraszają się.
Długość życia tych ptaków to przeciętnie 12–15 lat.

## Status
Międzynarodowa Unia Ochrony Przyrody (IUCN) uznaje rybożera afrykańskiego za gatunek najmniejszej troski (LC – Least Concern) nieprzerwanie od 1988 roku. Ze względu na brak dowodów na spadki liczebności bądź istotne zagrożenia dla gatunku BirdLife International ocenia trend liczebności populacji jako prawdopodobnie stabilny.

## Rybożer afrykański w kulturze
Rybożer afrykański stanowi podstawowy element godła państwowego Sudanu Południowego.